# Monstro fluvial Piracangava
Monstro fluvial Piracangava, também chamado Monstro fluvial e Monstro fluvial: Pirataraca, é uma pintura de Nair Opromolla, pertencente ao Museu Paulista. A obra foi produzida com pintura a óleo e mede 29,4 centímetros de altura por 43,5 centímetros de largura.
Retrata o imaginário fantástico associado às monções. Inspirações para a produção foram Partida da monção, de Almeida Júnior, relatos de viagens de Ulrich Schmidl, em especial Relatos de la conquista del Rio de la Plata y Paraguai, 1534-1554. E principalmente a partir da obra Diário de Navegação de Teotônio José Juzarte que cita um escrito do rio, com paredões de pedra e aspecto fúnebre, chamado poço de Pirataraca onde os 'antigos' diziam existir um grande bicho.

## Características da obra
A obra de autoria de Nair Opromolla Araújo se trata de uma pintura policrômica realizada na técnica de óleo sobre tela. Ela possui as dimensões de 43,5 cm x 29,4 cm sem moldura e 48,6 cm x 35 cm com moldura. Localizada no acervo do Museu Paulista, pertence à coleção NAIR OPROMOLA - CNO, e possui número de inventário 1-19464-0000-0000.
Na pintura, há um canoão, e nele quatro pessoas. Estas direcionam seu olhar, aparentemente com dificuldade devido à presença de névoa, ao local em que é retratado um "monstro" - um grande animal que possui formato de cobra. Os gestos daqueles que se encontram na embarcação denotam perplexidade e medo. Em relação ao padrão das cores utilizadas no quadro, há uma ruptura entre uma cena que utiliza tons mais vivos, onde está o canoão, e menos vívidos onde há a bruma misteriosa em que aparece um monstro marinho.

## Contexto que levou à realização da obra
O contexto que levou à realização desta obra se inicia com a entrada de Afonso d'Escragnolle Taunay como diretor do Museu Paulista - também conhecido como Museu do Ipiranga. Este fato se deu em 1917, e vinculava-se à missão recebida por este historiador de preparar o museu para as comemorações do centenário da Independência do Brasil, o que ocorreria em 1922. Buscando cumprir tal responsabilidade, Taunay realizou diversas ações, que variaram da formação e incremento de coleções à mobilização de objetos, documentos iconográficos, cartográficos e textuais para a concretização de exposições que ocorreriam na instituição. Ficou bastante conhecido seu "Programa Decorativo" no qual ele promove a reforma e embelezamento das áreas do saguão de entrada, da escadaria e do Salão de Honra. Nestes são então instalados medalhões e instauradas novas telas pintadas a óleo - geralmente retratos de homens e mulheres que contribuíram para a emancipação política do país - e esculturas. Este plano, que também ficou conhecido como "Projeto Taunay" foi encabeçado pelo diretor, mas não sem discussão com diversos artistas, e aprovação dos mesmos. Junto a este programa de valorização histórica e estética, Taunay intenta inaugurar, no museu, oito salas dedicadas à valorização das histórias do país e do Estado de São Paulo. Estas foram, efetivamente, abertas ao público no dia 7 de setembro de 1922. Ao se considerar que Afonso Taunay enviou, em 1943, uma carta à autora da tela conferindo instruções para a realização do quadro, percebe-se que esta claramente não foi exposta neste contexto da comemoração do centenário. Neste momento, entretanto, foi montada na sala A-12 do museu a Sala da Antiga Iconographia Paulista. Ali estariam alguns quadros, encomendados por Afonso Taunay, que posteriormente estariam lado a lado com o quadro Monstro fluvial Piracangava. O contexto para o pedido de realização destas pinturas é muito semelhante àquele vinculado à produção da obra de Nair Opromolla. Taunay buscava reapresentar, de maneira didática e nobre, fatos sobre as monções. A estratégia que selecionou foi encomendar a artistas plásticos, sendo alguns nacionais e outros internacionais, que recriassem cenas já antes apresentadas em ilustrações sobre o tema, ou - como é o caso da obra Monstro fluvial Piracangava - a partir de relatos verbais conhecidos. Desse modo, os temas retratados nos desenhos originais, estes em geral não coloridos e de tamanhos reduzidos, passariam a receber maior prestígio e respeitabilidade.
Em 1929 alguns quadros que se encontravam na Sala da Antiga Iconographia Paulista foram transferidos para a sala A-9, para finalmente formarem um espaço expositivo dedicado exclusivamente ao tema das monções - a Sala das Monções. Entre eles encontravam-se três pinturas de Oscar Pereira da Silva - Carga das Canoas (1920), A Partida de Porto Feliz (1920-1921) e Encontro de duas Monções no Sertão (1920) e duas do pintor italiano Aurelio Zimmermann - Benção das Canoas (c. 1920) e Pouso no Sertão. Queimada (c. 1920). Todas estas haviam sido realizadas tomando como base desenhos de autoria de Hercule Florence e de Aimé-Adrien Taunay, ambos ilustradores da Expedição Langsdorff. Esta fora uma expedição de cunho exploratório e científico, realizada entre 1824 e 1829. As expedições científicas não se tratavam da mesma categoria de viagem em que estão as monções, por estas terem um caráter comercial, e vincularem-se às minas descobertas em Cuiabá. Mesmo assim, Taunay decidiu por utilizar ilustrações feitas durantes tal expedição do século XIX como referência para a geração de pinturas sobre as monções. Isso se deu devido à escassez de obras iconográficas que mostrassem de fato as monções, de modo que seriam necessárias outras referências visuais, segundo ele com teor semelhante.
Na Sala das Monções figuraram também outros quadros vinculados ao tema referido no título da sala, assim como objetos que teoricamente haveriam sido utilizados nestas viagens. A tela principal da sala era Partida da Monção, de autoria do pintor ituano José Ferraz de Almeida Júnior (1850-1899). Trata-se de uma pintura feita com tinta à óleo, de grandes dimensões - 645 cm x 392 cm, com moldura. Fora a grande tela principal, finalizada em 1897, encontravam-se na sala A-9 duas telas do mesmo autor, finalizadas após a primeira: São Paulo a Caminho de Damasco, de 1888, e o retrato de Prudente José de Morais e Barros , terminada em 1890. Na Sala das Monções foram dispostas também as telas Ruínas da Casa e Capella de Antonio Raposo Tavares em Quitaúna (s/d), de João Batista da Costa, além de Bandeirante na Selva (s/d) e Missionários Ensinando os Índios (s/d), ambas de autoria de Henrique Bernardelli. Estas três últimas traziam, em seus temas, mais um tipo de expedições que haviam sido realizadas no Brasil colonial - as bandeiras. Vale notar, logo, que nesta sala dedicada às monções havia menções a outros tipos de jornadas diferentes, as bandeiras que visavam especialmente capturar indígenas e ocorreram ao longo do século XVII e nos inícios do século XVIII, e a Expedição Langsdorff, que pretendeu reconhecer o território e conhecer as espécimes vegetais, animais e minerais. Entre os objetos encontravam-se o cavalete e a caixa de tintas de Almeida Júnior, âncoras, uma ânfora com águas retiradas do rio Tietê colocadas num vaso decorado com três anhumas – ave comum na região monçoeira, um caldeirão de bronze, uma canastra e um fragmento de canoão.
A original Sala das Monções foi desmontada em 1939, e o espaço foi destinado exclusivamente às pituras de Almeida Júnior. Os demais itens foram deslocados para outros locais dentro da instituição, até que em 1944 seriam deslocados a uma nova única sala, novamente dedicada às monções. Esta se localizaria na sala B-4, que se encontra no segundo pavimento do palácio. Em relação ao que fora ali disposto, Taunay declara, por meio do jornal "O Estado de São Paulo", que: "São todos relativos à iconografia das navegações fluviais para as terras do centro longínquo, em Mato Grosso, com exceção de duas composições. São as demais reproduções de documentos hoje mais que seculares, datando quase todos de 1826. Representam aspectos diversos da navegação do Tietê, Paraná, Pardo, Paraguai e mais rios do oeste."
É nesta nova sala destinada ao tema das monções que é disposta inicialmente a tela Monstro fluvial Piracangava. Neste ambiente, ela divide a superfície em que é pendurada com mais uma tela de autoria de Nair Opromolla Araújo, chamada Canoa fantasma no rio Tietê, e outras duas de outro artista, sendo elas Mulheres do povo em Porto Feliz e Dama de Porto Feliz com mucama, de Nicolò Petrilli.
A pintura Monstro fluvial Piracangava encaixava-se no tema geral da sala por retratar uma lenda contada por aqueles que realizavam as monções. Vale notar que caso semelhante se dá na outra tela de Nair Opromolla presente na sala. A história do grande animal que povoaria o poço do Pirataraca não possuía ilustrações conhecidas. Dessa maneira, a artista foi guiada, para a confecção da imagem, por descrições verbais. O próprio Afonso Taunay forneceu tais informações, ao que se conhece por meio de correspondência. Em carta enviada em 27 de agosto de 1943, o diretor do Museu Paulista mostra já ter havido uma conversa entre ele e a pintora, mas se propõe a detalhar ainda mais a proposta do quadro. Ele descreve como o havia imaginado, inclusive desenhando um croqui que mostra a disposição dos elementos no quadro, e relata as fontes oculares que teoricamente haveriam testemunhado a existência do enorme bicho. Neste documento, que hoje pode ser encontrado no Arquivo Permanente do Museu Paulista/Fundo Museu Paulista: Série Correspondências, pasta 190, Afonso Taunay escreve:  
Prezada D. Nair, 
Não sei se me fiz compreender a proposta do Bicho Grande do Poço de Pirataraca no Tietê de que falam os cronistas. Imagino o quadro assim: Num ambiente muito enevoado (como o da ‘Partida da Monção’) os homens do canoão em atitude de susto, de pé, com a mão sobre a testa, procurando ver através da bruma olham para a aparição atônitos. 
Como representação do monstro pode a Snra. esboçar uma cobra de enorme tamanho muito grossa quase perpendicular sobre o plano das águas em que ela escancarando olhos enormes de acordo com o que (...) Ulrico Schmidel disse segundo lhe contavam os índios viver à margem do Tietê e era imensa...
Taunay também sugere que a artista visitaria, antes da realização da pintura, o acervo do Museu Paulista, pois declara na carta que "Na Sala das Monções do Museu a Snra. encontrará todos os documentos necessários à composição do croquis". O fato de o emissor citar uma "Sala das Monções" posterior à desmontagem da sala A-9 e anterior à organização da sala B-4 sugere que no intervalo entre 1939 e 1944 o material pode ter sido organizado em outra sala, também dedicada exclusivamente ao tema.
O relato do diretor do Museu Paulista, conferiu base para a composição da obra citando dois documentos em especial. Estes são o Diário de Navegação de Teotônio José Juzarte e a publicação “Relatos de la conquista del Rio de la Plata y Paraguay”, de Ulrico Schmidel. Este último se tratava de um viajante alemão que no século XVI, mais especificamente entre 1534 e 1555, percorreu regiões brasileiras, argentinas e paraguaias. Este explorador expôs suas descobertas no livro citado, o qual foi lançado em 1567. De Juzarte Taunay retira as informações de que haveria, em um estreito do rio, com paredões de pedra e aspecto fúnebre, um poço que levava o nome de Pirataraca. Neste, segundo o relator, os ‘antigos’ diziam existir um grande bicho. Juzarte também descreve uma situação em que uma misteriosa embarcação oculta pela névoa se encontraria com este "monstro".

## Sobre a autora do quadro
Nair Opromolla Araújo, ou Nair Opromolla de Araújo, foi mais conhecida apenas por seu nome e seu primeiro sobrenome. Foi uma artista plástica nascida em São Paulo, em 11/03/1914. Formada na Escola de Belas Artes de São Paulo, em 1943 realiza sua primeira exposição em sua cidade natal, participando do Salão Paulista de Belas Artes. Este reunira diversos renomados artistas, entre Volpi, Tarsila do Amaral , Anitta Malfati, Juarez de Almada Fagundes, Torquato Bassi, Eurico Franco Caiuby e José Maria da Silva Neves. A partir desta primeira exposição, a artista paulistana teve ainda mais doze exposições, sendo elas:
- 1940 - Salão Paulista de Belas Artes (São Paulo, SP)
- 1942 - Salão Paulista de Belas Artes (São Paulo, SP)
- 1943 - Salão Paulista de Belas Artes (São Paulo, SP)
- 1947 - Salão Paulista de Belas Artes (São Paulo, SP)
- 1948 - Salão Paulista de Belas Artes (São Paulo, SP)
- 1951 - Salão Paulista de Belas Artes (São Paulo, SP)
- 1952 - Salão Paulista de Belas Artes (São Paulo, SP)
- 1953 - Salão Paulista de Belas Artes (São Paulo, SP)
- 1954 - Salão Paulista de Belas Artes (São Paulo, SP)
- 2005 - O Retrato - Possibilidades (Ribeirão Preto, SP)
- 2006 - Mostra Ribeirão Preto 150 anos (Ribeirão Preto, SP)
- 2007 - Marp 15 Anos (Ribeirão Preto, SP)[10]
- 2009 - Mostra de Embu das Artes, realizada no Centro Cultural Mestre Assis do Embu[11]

Não está incluída nesta lista a participação da artista na segunda edição da Sala das Monções em 1944, no Museu do Ipiranga.
Nair não teve muito sucesso ou reconhecimento por parte do público em geral. Contudo, fora admirada por amigos, como o Mestre Assis do Embu (1931-2006) e atuou ativamente no movimentos culturais da sua época.A artista faleceu em 1982, com 67 anos.
Comentando sobre suas exposições mais recentes, aquela realizada no ano de 2009, possuía quadros da fase de 1930 a 1950. Nesta mostra reuniu-se diversos autorretratos da artista, inclusive se apresentando em sua idade avançada - "com seios caídos, ancas angulosas, gordura abdominal e com olhos de quem viu tudo". O estudo do envelhecimento faz parte de sua temática. Além disso foram expostos quadros com outros temas, históricos ou políticos. Já no Museu de Arte de Ribeirão Preto Pedro Manuel-Gismondi, a artista possui uma ala expositiva completa.
Na Pinacoteca do Estado de São Paulo a artista possui a obra intitulada "Minha mãe", de 1985. Esta obra foi realizada em óleo sobre tela e possui 53.5 cm por 65cm. Nair Opromolla possui 76 obras catalogadas no acervo do Museu Paulista, todos dentro de uma coleção que leva o nome da artista. Todas elas foram realizadas com a técnica da tinta à óleo, sobre diversas superfícies: algodão, Eucatex, papelão e cartolina. Segue um quadro contendo os nomes e datas de conclusão destas pinturas:
| Título                                               | Data       |
| Parada na Várzea de Santo Amaro, 1827                | 1943       |
| Taubaté e Convento de Santa Clara, 1835              | 1944       |
| Mogi das Cruzes, 1835                                | 1944       |
| Vista de Itu, 1827                                   | 2000s      |
| Tropeiro paulista, 1835                              | 1944       |
| Pedinchão de esmolas sacras, 1835                    | 1944       |
| Português trinta botões, 1835                        | 1944       |
| Índio de ponche, 1835                                | 2000s      |
| Elegante paulista, 1836                              | 1944       |
| Tipo Popular, 1835                                   | 1944       |
| Cafusa de Jacareí                                    | 1944       |
| Mulher Papuda de Jacareí                             | 1944       |
| Retrato de Libero Badaró                             | 1945       |
| Tropa em Marcha, Sorocaba                            | 1943       |
| Canoa fantasma no Rio Tietê                          | 2000s      |
| Monstro fluvial Piracangava                          | 2000s      |
| Anchieta entre os índios                             | 1939-01    |
| A defesa de S. Paulo contra os índios confederados   | 1939-07    |
| D. Pedro proclamando a Independência                 | 1940-05-19 |
| Morte de Moema                                       | 1940-08-12 |
| Martim Afonso de Souza com João Ramalho              | 1940-09-06 |
| Caça aos índios                                      | 1939-07-17 |
| A chegada de Martim Afonso de Souza                  | 1939-09-04 |
| A paz entre os Pires e os Carmargos                  | 1939-10-15 |
| Descoberta do ouro                                   | 1939       |
| Um aspecto da Guerra dos Emboabas                    | 1938-10    |
| Naufrágio de Caramurú                                | 1940-05-05 |
| Aclamação de Amador Bueno                            | 1941-03-21 |
| Anchieta entre as crianças                           | 1940-04-28 |
| Chegada de Martim Afonso de Souza                    | 1938-10-10 |
| João Ramalho e a construção da Vila de Santo André   | 1940-08-31 |
| Trabalho                                             | 1938-05-30 |
| 1º de abril de 1641                                  | 1941-04-04 |
| Descobrimento do Brasil                              | 1939-03-18 |
| João Ramalho em Santo André                          | 1939-04-19 |
| Mercado Colonial                                     | 1939-03-28 |
| Amador Bueno                                         | 1938-03-14 |
| Retirada de Laguna                                   | 1940-11    |
| A partida da Monção                                  | 1940-10    |
| A partida para a Guerra dos Emboabas                 | 1941-08    |
| Primeira missa no Brasil                             | 1939-03-27 |
| Bartolomeu Lourenço de Gusmão - Experiência do Balão | 1939-05-29 |
| Festa colonial                                       | 1939-05-22 |
| A subida da Serra do Mar - Tempo Colonial            | 1940-03-16 |
| Destruição de Guaíra                                 | 1941-07    |
| Canudos                                              | 1941-09    |
| Martim Afonso de Souza                               | 1940-04-04 |
| Pouso no Sertão                                      | 1930s      |
| Praça da Sé, 1830                                    | 1930s      |
| A defesa de São Paulo contra os índios confederados  | 1948-04-02 |
| Rendição de Guaíra                                   | 1939-09-16 |
| Festa entre os índios                                | 1940-08-06 |
| Procissão no Paço Municipal                          | 1940-09-22 |
| Naufrágio de Caramurú - Retirada do mar pelos índios | 1938-11    |
| Pouso bandeirante na mata                            | 1940-05-11 |
| A partida de uma bandeira                            | 1939-05-03 |
| Cabeça de um negro                                   | 1930s      |
| Bandeiras - Homens retirando                         | 1939-10-24 |
| Procissão colonial - Estandarte a frente             | 1938-04-18 |
| Descoberta do Brasil - Cabral na canoa               | 1941-03-18 |
| A caça ao índio - Bandeirante a cavalo               | 1929       |
| João Ramalho no meio dos índios                      | 1938-03    |
| Antônio Raposo                                       | 1930s      |
| Natureza Morta                                       | 1948       |
| Nú                                                   | 1941       |
| Menina                                               | 1949       |
| Rio Grande - Ubatuba                                 | 1958       |
| Vista Parcial de São Paulo - Vila Guilherme          | 1944-02    |
| Vista do Pari - A partir da residência da artista    | 1947       |
| Auto Retrato                                         | 1953       |
| Retrato da Senhora Guiomar Franco Opromola           | 1939       |
| Igreja da Sé de Olinda - Pernambuco                  | 1958       |
| Vista de Caxambú - Minas Gerais                      | 1951       |
| Mercado Colonial                                     | 1940-03-30 |
| Amador Bueno                                         | 1940-03-10 |
| Nú                                                   | 1942       |

## Ligação externa
- Ficha do quadro em Google Arts & Culture